# Bernard II Van Riesen Burgh
Bernard Van Riesenburgh ou Bernard II Van Risamburgh (quelquefois orthographié Van Risenburgh ou van Risenbergh), est un ébéniste français d'origine hollandaise (1700-1760).

## Biographie
Il est le fils de Bernard I Van Riesen Burgh (1670-1738), lui-même maître-ébéniste hollandais émigré à Paris. Les chiffres I et II permettent de différencier le père et le fils puis plus tard, le petit-fils Bernard III Van Risamburgh : ils portent tous le même prénom et sont tous les trois ébénistes.
Bernard II Van Risamburgh est reçu maître en 1733. Plus célèbre des trois, sa production était de très grande qualité et il la signait BVRB comme son père, marque que son fils - bien qu'ébéniste mais pas maître - utilisera aussi.

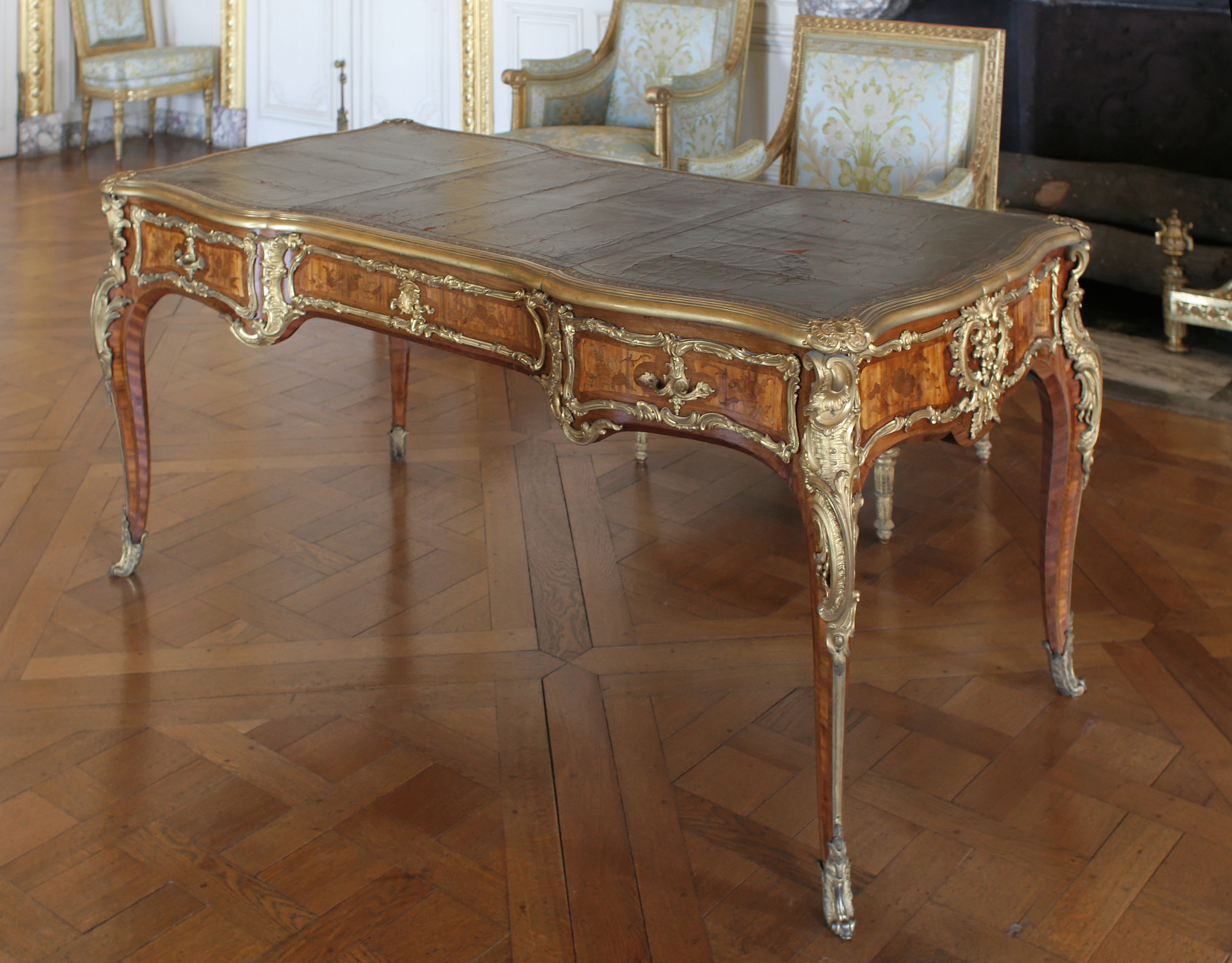
Bureau plat du Dauphin, dans le grand cabinet du Dauphin du château de Versailles, 1745.

## Œuvres
Il a produit des meubles destinés au château de Versailles et à des notables de son époque. Il fut l'un des premiers à cintrer les panneaux de laque de Chine, pouvant ainsi les adapter aux formes galbées alors à la mode.
Parmi sa production, on remarque :
- 1745 : Bureau plat du Dauphin, au château de Versailles, dans le grand cabinet du Dauphin.
- 1745 : Secrétaire à pente pour le cabinet de retraite de la première Dauphine, conservé par la seconde Dauphine, Marie-Josèphe de Saxe, dans son appartement du rez-de-chaussée du corps central du château de Versailles (il est actuellement exposé dans le cabinet intérieur de la Dauphine).
- Une commode à décor chinois, bâti en chêne plaqué, or sur fond rouge en vernis Martin et bronzes ciselés et dorés avec marbre de campan, estampillée, 81 x 109 x 48 cm, Dijon, musée des beaux-arts de Dijon
- Table en chiffonnière, dans la collection de la National Gallery of Art.
- Secrétaire en pente, dans la collection de la National Gallery of Art.
- Secrétaire ayant appartenu à Louise-Jeanne de Durfort, duchesse de Mazarin, aujourd'hui au château de Windsor en Angleterre.
- Une commode en laque de Chine, estampillée et conçue pour le « cabinet de la Chine » du duc et de la duchesse du Maine (fils légitimé et belle-fille de Louis XIV) au château de Sceaux, a atteint le prix de 1,27 million d'euros en décembre 2005.
- Une commode en laque de Chine et or du Japon, dans les collections du musée des Beaux-Arts de Caen.

### Source
- Artisans.com